# Desintegración del protón

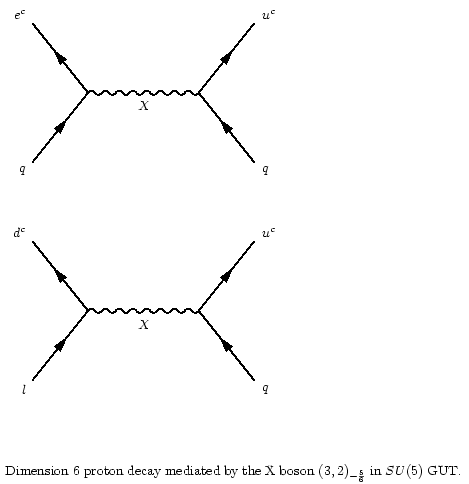
Diagramas de Feynman que representan la desintegración del protón mediada por el bosón X en la Teoría de Gran Unificación SU(5), a través de interacciones de dimensión 6.

En física de partículas, el decaimiento o desintegración de protones es una forma teórica de desintegración de protones fuera del núcleo .
Según algunas propuestas teóricas de gran unificación, el protón se desintegraría en partículas subatómicas, usualmente un pion neutro y un positrón. Sin embargo, todavía en 2025, la desintegración de protones no ha sido observada experimentalmente, ni hay evidencia de que exista realmente. Por tanto de momento la situación teórica y práctica es la siguiente:
- En el modelo estándar, los protones (un tipo de barión), son teóricamente estables debido a que el número bariónico se conserva aproximadamente. Esto significa que no se desintegrará dando origen a otras partículas porque el protón es el barión más pequeño (y por lo tanto menos energético).
- Algunas teorías del campo unificado basadas en el modelo estándar rompen explícitamente la simetría del número bariónico permitiendo que el protón decaiga en nuevos bosones x. La evaporación de protones es uno de los efectos menos observados de los propuestos por los GUTs. A la fecha, todos los intentos de observar estos efectos han sido fallidos.

## Bariogénesis
Una de las preguntas importantes que intenta contestar la física moderna es el excesivo predominio de materia con respecto a antimateria en el universo. El universo, en su totalidad, tiene una densidad de número bariónico distinta de cero.
Puesto que se supone en cosmología que las partículas que vemos se crearon usando la misma física que medimos hoy, se esperaba que el número bariónico total fuese cero, ya que la materia y antimateria deberían haberse creado en cantidades estrictamente iguales. Esto produjo que se propusieran varios mecanismos que rompen la simetría bajo ciertas condiciones a favor de la creación de materia (con respecto a la antimateria). Este desequilibrio habría sido excepcionalmente pequeño, del orden de 1 a 1010 (10 mil millones) durante el primer segundo después del Big Bang. Una vez que la mayoría de la materia y antimateria se aniquilaran recíprocamente, quedó un excedente de materia bariónica en el universo actual, junto con un número mayor de bosones.